# グロンディオーズ
グロンディオーズ（欧字名:Grandiose、2015年4月10日 - 2021年6月16日）は、日本の競走馬。主な勝ち鞍は2021年のダイヤモンドステークス。
馬名の意味は、フランス語で「壮大な」。

## 戦績
2018年2月12日、東京競馬場第5レースの3歳新馬戦（芝1600m）で鞍上ライアン・ムーアにてデビューし勝利。自己条件で2勝を挙げた後、10月21日に初重賞・初GI挑戦として菊花賞に出走したが、見せ場なく13着惨敗に終わった。さらにレース後に左前脚のエコー検査を受けたところ、屈腱炎を発症していることが判明し、長期休養に入った。
4歳シーズンは全休し、5歳となった2020年6月28日、3勝クラス・江の島ステークスで約1年8か月ぶりにレースに復帰。10月11日の3勝クラス・六社ステークスで約2年2か月ぶりに勝利を挙げ、オープンクラスに昇格した。久々の重賞挑戦で出走した年末の中日新聞杯はボッケリーニの5着に入った。
6歳シーズンは2月20日のダイヤモンドステークスより始動。道中は中団に控え、直線で先に抜け出したオーソリティとの距離を徐々に詰めると、ゴール手前でこれをクビ差差し切り念願の重賞初優勝を飾った。連勝を目指した5月30日の目黒記念は重賞では初めて1番人気に支持されたが、直線で伸びきれずウインキートスの4着に敗れた。6月12日に右第1指骨剥離骨折が判明し、ノーザンファーム天栄へ放牧に出されたが、牧場で疝痛を発症。15日夜に美浦トレーニングセンターの診療所に移動して緊急手術を行ったものの、16日に獣医師より予後不良の診断が下され、安楽死の処置が施された。6歳没。

## 競走成績
以下の内容は、JBISサーチおよびnetkeiba.comに基づく。
| 競走日     | 競馬場 | 競走名        | 格       | 距離（馬場）  | 頭 数 | 枠 番 | 馬 番 | オッズ （人気） | 着順 | タイム （上り3F） | 着差 | 騎手        | 斤量 [kg] | 1着馬（2着馬）       | 馬体重 [kg] |
| ---------- | ------ | ------------- | -------- | ------------- | ----- | ----- | ----- | --------------- | ---- | ----------------- | ---- | ----------- | --------- | -------------------- | ----------- |
| 2018.02.21 | 東京   | 3歳新馬       |          | 芝1600m（良） | 15    | 3     | 4     | 001.50（1人）   | 01着 | R1:37.0（35.5）   | -0.3 | 0R.ムーア   | 56        | （リュニヴェール）   | 532         |
| 0000.03.25 | 中山   | 3歳500万下    |          | 芝1800m（良） | 11    | 6     | 7     | 001.60（1人）   | 03着 | R1:51.7（34.7）   | -0.1 | 0C.ルメール | 56        | ロードライト         | 528         |
| 0000.05.26 | 東京   | 3歳500万下    |          | 芝2400m（良） | 8     | 5     | 5     | 001.60（1人）   | 01着 | R2:24.4（34.2）   | -0.1 | 0H.ボウマン | 56        | （リビーリング）     | 530         |
| 0000.08.04 | 新潟   | 信濃川特別    | 1000万下 | 芝2000m（良） | 12    | 5     | 6     | 003.10（2人）   | 01着 | R1:58.3（33.1）   | -0.5 | 0C.ルメール | 54        | （メルヴィンカズマ） | 532         |
| 0000.10.21 | 京都   | 菊花賞        | GI       | 芝3000m（良） | 18    | 7     | 14    | 014.10（6人）   | 13着 | R3:07.9（35.3）   | -1.8 | 0J.モレイラ | 57        | フィエールマン       | 530         |
| 2020.06.28 | 東京   | 江の島S       | 3勝      | 芝1800m（不） | 16    | 2     | 4     | 024.40（8人）   | 15着 | R1:52.3（37.2）   | -2.5 | 0木幡育也   | 57        | ボッケリーニ         | 558         |
| 0000.08.22 | 新潟   | 日本海S       | 3勝      | 芝2200m（良） | 16    | 8     | 16    | 014.40（8人）   | 02着 | 02:13.7（35.9）   | -0.1 | 0丸山元気   | 57        | ソロフレーズ         | 538         |
| 0000.10.11 | 東京   | 六社S         | 3勝      | 芝2400m（稍） | 16    | 5     | 10    | 002.80（1人）   | 01着 | 02:26.4（35.0）   | -0.1 | 0C.ルメール | 57        | シロニイ             | 532         |
| 0000.12.12 | 中京   | 中日新聞杯    | GIII     | 芝2000m（良） | 18    | 6     | 11    | 006.00（3人）   | 05着 | 02:00.6（33.9）   | -0.5 | 0C.ルメール | 54        | ボッケリーニ         | 528         |
| 2021.02.20 | 東京   | ダイヤモンドS | GIII     | 芝3400m（良） | 16    | 5     | 10    | 017.20（7人）   | 01着 | R3:31.2（34.5）   | -0.0 | 0三浦皇成   | 54        | （オーソリティ）     | 540         |
| 0000.05.30 | 東京   | 目黒記念      | GII      | 芝2500m（良） | 16    | 6     | 11    | 003.10（1人）   | 04着 | 02:33.6（32.7）   | -0.8 | 0C.ルメール | 56        | ウインキートス       | 540         |

## 血統表
| グロンディオーズの血統      | グロンディオーズの血統                | グロンディオーズの血統            | （血統表の出典）                  | （血統表の出典）  |
| 父系                        | キングマンボ系                        | キングマンボ系                    | キングマンボ系                    |                   |
| 父 ルーラーシップ 鹿毛 2007 | 父の父キングカメハメハ 鹿毛 2001      | Kingmambo                         | Mr. Prospector                    | Mr. Prospector    |
| 父 ルーラーシップ 鹿毛 2007 | 父の父キングカメハメハ 鹿毛 2001      | Kingmambo                         | Miesque                           |                   |
| 父 ルーラーシップ 鹿毛 2007 | 父の父キングカメハメハ 鹿毛 2001      | *マンファス                       | *ラストタイクーン                 | *ラストタイクーン |
| 父 ルーラーシップ 鹿毛 2007 | 父の父キングカメハメハ 鹿毛 2001      | *マンファス                       | Pilot Bird                        |                   |
| 父 ルーラーシップ 鹿毛 2007 | 父の母エアグルーヴ 鹿毛 1993          | *トニービン                       | *カンパラ                         | *カンパラ         |
| 父 ルーラーシップ 鹿毛 2007 | 父の母エアグルーヴ 鹿毛 1993          | *トニービン                       | Severn Bridge                     |                   |
| 父 ルーラーシップ 鹿毛 2007 | 父の母エアグルーヴ 鹿毛 1993          | ダイナカール                      | *ノーザンテースト                 | *ノーザンテースト |
| 父 ルーラーシップ 鹿毛 2007 | 父の母エアグルーヴ 鹿毛 1993          | ダイナカール                      | シャダイフェザー                  |                   |
| 母 シェリール 青鹿毛 2000   | 母の父サンデーサイレンス 青鹿毛 1986  | Halo                              | Hail to Reason                    | Hail to Reason    |
| 母 シェリール 青鹿毛 2000   | 母の父サンデーサイレンス 青鹿毛 1986  | Halo                              | Cosmah                            |                   |
| 母 シェリール 青鹿毛 2000   | 母の父サンデーサイレンス 青鹿毛 1986  | Wishing Well                      | Understanding                     | Understanding     |
| 母 シェリール 青鹿毛 2000   | 母の父サンデーサイレンス 青鹿毛 1986  | Wishing Well                      | Mountain Flower                   |                   |
| 母 シェリール 青鹿毛 2000   | 母の母*ジェドゥーザムール 黒鹿毛 1986 | Top Ville                         | High Top                          | High Top          |
| 母 シェリール 青鹿毛 2000   | 母の母*ジェドゥーザムール 黒鹿毛 1986 | Top Ville                         | Sega Ville                        |                   |
| 母 シェリール 青鹿毛 2000   | 母の母*ジェドゥーザムール 黒鹿毛 1986 | Pollenka                          | Reliance                          | Reliance          |
| 母 シェリール 青鹿毛 2000   | 母の母*ジェドゥーザムール 黒鹿毛 1986 | Pollenka                          | Polana                            |                   |
| 母系(F-No.)                 | ジェドゥーザムール(FR)系(FN:16-a)     | ジェドゥーザムール(FR)系(FN:16-a) | ジェドゥーザムール(FR)系(FN:16-a) | [ § 2 ]           |
| 5代内の近親交配             | アウトブリード                        | アウトブリード                    | アウトブリード                    | [ § 3 ]           |
| 出典                        | 1. 2. 3.                              | 1. 2. 3.                          | 1. 2. 3.                          | 1. 2. 3.          |

- 半兄ムスカテール（父マヤノトップガン）は2013年の目黒記念勝ち馬。
- 伯父に1995年アイリッシュダービー勝ち馬のWinged Loveと2000年札幌記念など重賞3勝のダイワカーリアン、叔父に2003年東京スポーツ杯2歳ステークス勝ち馬のアドマイヤビッグがいる。